# 13.ª División (Ejército Franquista)
La 13.ª División, también conocida como la Mano Negra, fue una División del bando sublevado que combatió en la guerra civil española. Su jefe durante la contienda civil fue el General de brigada de Caballería Fernando Barrón Ortiz, veterano de las guerras del Rif. Al acabar la contienda sirvió de base para la creación la División Acorazada Brunete, el 20 de agosto de 1943.
Considerada como una unidad militar de élite, quizás la más prestigiosa y también la que tuvo más bajas del Ejército Franquista: 953 jefes y oficiales (de ellos, 136 muertos) y 25.517 entre la tropa (3.570 muertos). Por ejemplo, durante la batalla de Brunete tuvo un 70% de bajas de oficiales y más de un 60% entre la tropa, a pesar de lo cual continuó luchando hasta su relevo.[cita requerida]

## Orígenes
La conocida como Columna Barrón se constituyó el 16 de septiembre de 1936 en la ciudad de Talavera de la Reina con la 1.ª Bandera de la Legión y el 1º. Tabor de Regulares de Tetuán, sustituido por el 2º. Tabor de Regulares de Melilla; Posteriormente se incorpora el 1º. Tabor de Melilla. En abril de 1937 la columna aumentó su tamaño al de una División completa, pasando a ser reserva del Ejército del Centro del general Andrés Saliquet. No obstante, hasta la Ofensiva de Zaragoza no actuó como una división completa, limitándose al envío de unidades sueltas a distintos escenarios bélicos.[cita requerida]
En mayo de 1937 envía a la cabeza de puente de Toledo la 1.ª y 5.ª Banderas de la Legión, los tabores de Tiradores de Ifni (Ifni) e Ifni-Sahara y los batallones 1.º del Regimiento de "Mérida" n.º 35 y 3.º del Regimiento "La Victoria" n.º 28. Algunas de sus unidades participaron nuevamente durante la Batalla de La Granja.

"...En estos encuentros se han labrado una temible reputación. Recuerdos de retiradas, de cargas a la bayoneta, de los despiadados cuchillos de los moros, de cánticos de muerte y terror acuden a sus mentes con solo oír pronunciar el nombre de la 13 División..."

## Historial de operaciones

### Brunete
Recientemente creada, interviene en la batalla de Brunete con el objetivo de contraatacar al enemigo y recuperar la población que había caído en manos de la 11.ª División republicana de Enrique Líster. Todas las fuerzas que se encontraban en reserva en los frentes inmediatos fueron llamadas; así, desde el sur, procedentes de Navalcarnero, se aproximan unidades de Regulares y desde el oeste, procedentes de Chapinería, llegaban legionarios de la 1.ª Bandera. A la vista de la situación general, Líster permanece indeciso en Brunete.
Cuando se produce el contraataque general del Ejército Franquista, seis batallones de la Mano negra empujan a la 11.ª División republicana en medio de durísimos combates. En esta circunstancia adversa acude en su ayuda la 14.ª División de Cipriano Mera, cuyo contraataque termina fracasando. Los hombres de Líster lograrán resistir varios asaltos de la 13.ª División en medio de un fuerte calor. El 25 de julio la división logra reconquistar Brunete, convertida en un montón de escombros.

### Frente de Aragón

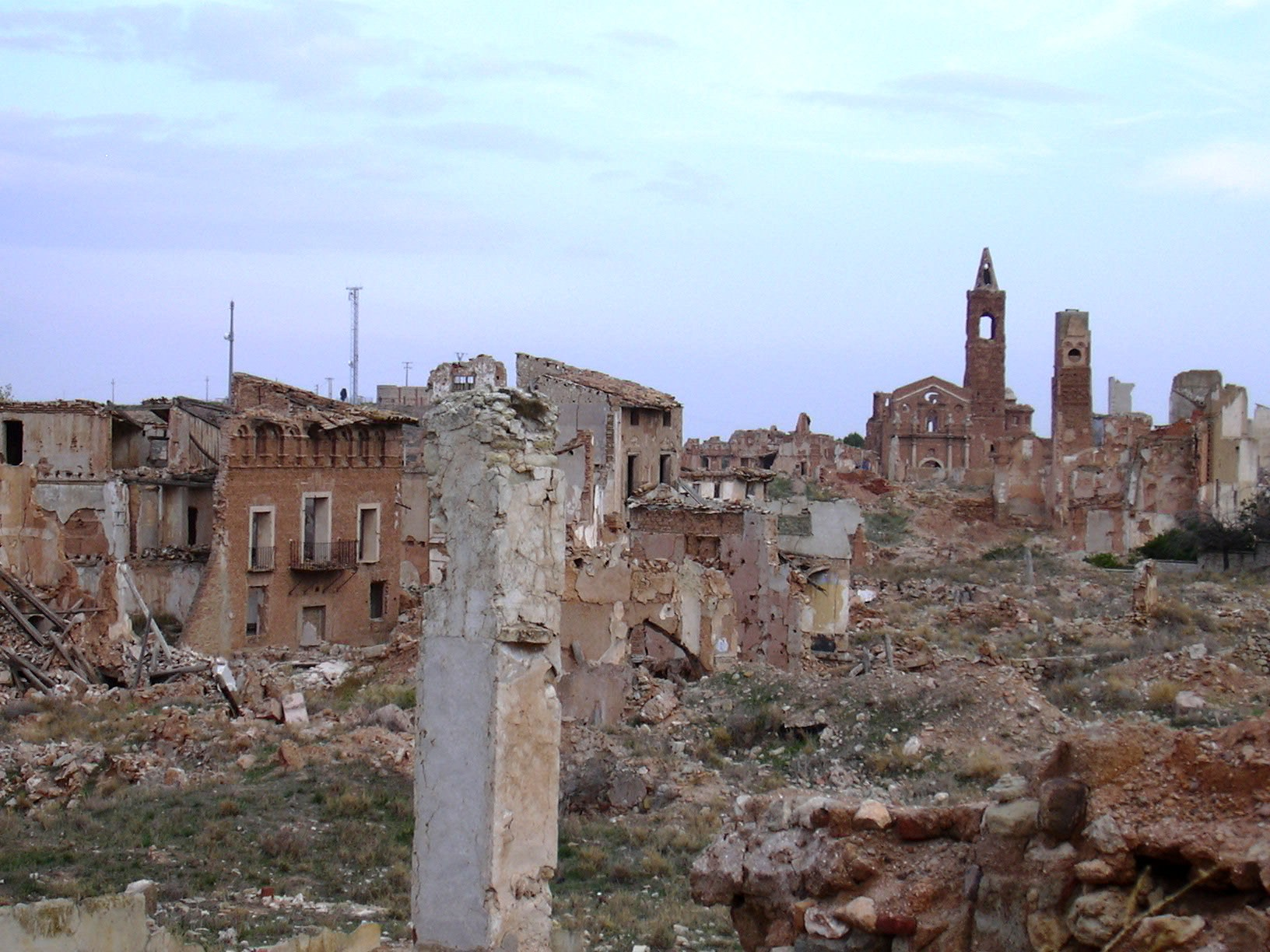
Belchite quedó completamente en ruinas y no fue reconstruido. Imagen de Belchite en 2006.

A comienzos de septiembre es enviada al Frente de Aragón y fracasa en su intento de socorrer Belchite, cercada desde el 25 de agosto por el V Cuerpo de Ejército republicano de «Modesto». No obstante, logra impedir la aproximación de las tropas republicanas a Zaragoza y hace fracasar la Ofensiva republicana en el sector.
Estacionada en Anguita-Salinas de Medinaceli, estaba preparada para el previsto asalto final del Ejército Franquista sobre Madrid en diciembre de 1937. Pero, al producirse el contraataque republicano en Teruel, Franco suspende esta ofensiva. Después de un primer fracaso por reconquistar Teruel, Franco decide enviar refuerzos, entre ellos esta División que se sitúa al norte del Turia para reforzar la 150.ª División. Posteriormente pasa a estar integrada en el nuevo Cuerpo de Ejército Marroquí al mando del General Juan Yagüe, interviniendo en la Batalla del Alfambra y los combates finales de Teruel.
Durante la ruptura del frente Aragonés en la primavera de 1938 actúa en el sur del río Ebro, después de romper el frente republicano el 7 de marzo. El 16 de marzo la división (junto a las divisiones de Muñoz Grandes y Bautista Sánchez) rodearon Caspe, después de haber alcanzado los suburbios el día anterior. Al anochecer del día 17, después de dos días de duros combates, la villa aragonesa cayó.  Poco después se dirige a Quinto, con el objetivo de asegurar la posición y cruzar el Ebro; hay un fuerte combate, pero al amanecer se establece una cabeza de puente por donde cruzan el río las divisiones 5.ª, 150.ª y una Brigada de Caballería. El 16 de marzo la división (junto a las divisiones de Muñoz Grandes y Bautista Sánchez) continúa su avance hasta llegar a Lérida el 28 de marzo, donde tiene que luchar contra la defensa que ha organizado la 46.ª División de El Campesino. Después de varios días de duros combates, el 3 de abril la ciudad cayó en manos del Bando Sublevado, pero allí se detuvo su avance y no logró evitar la retirada a Cataluña de importantes contingentes republicanos.

### Cataluña
Después de intervenir en la ruptura en dos de la zona republicana, actúa en la batalla del Ebro, que se convertiría en la batalla decisiva de la guerra. Durante los combates contra las unidades del Ejército del Ebro se disputó con la 1.ª División de Navarra, en palabras del general Rafael Casas de la Vega, «el duro de honor de ser la mejor División en aquella decisiva acción». Durante la Batalla del Ebro la 13.ª División fue una de las unidades franquistas con más pérdidas, con 5.959 bajas.
Tras la derrota de las tropas republicanas, en enero y febrero de 1939 participó en la Ofensiva de Cataluña, siendo una de las unidades que entró en Barcelona el 26 de enero, uno de sus grandes éxitos a lo largo del conflicto. A finales de marzo participa en la ofensiva final que supuso la última acción militar de la Guerra civil y el final de la contienda.

## Posguerra
Durante la inmediata posguerra, en 1939, pasó a quedar establecida en la I Región Militar (Madrid) junto a otras unidades. Fernando Barrón, que había sido su comandante desde el comienzo, fue nombrado Subsecretario del Aire. Fue nombrado en su lugar el General de brigada Ricardo Rada Peral, a fecha de 1 de septiembre de 1939. En 1943 fue creada la División Acorazada n.º 1, que fue creada oficialmente el 20 de agosto de 1943 sobre la base de las unidades y estructura de la 13.ª División (motorizada).